# Протесты в Румынии (2015)
Протесты по всей Румынии начались 3 ноября 2015 года в ответ на пожар в клубе «Colectiv», повлекший за собой гибель более 60 человек. В румынской прессе эти манифестации были прозваны «революцией #Colectiv».
Протестующими были выдвинуты требования наказать главу администрации четвёртого городского сектора Бухареста Кристиана Попеску Пьедоне, выдавшего разрешение на работу ночному клубу «Colectiv», а также уйти в отставку премьер-министру страны Виктору Понте и министру внутренних дел Габрьелу Опре, которые, по их мнению, способствовали коррупции, приведшей к катастрофе.

## Хронология

### Предпосылки
1 ноября на Университетской площади был организован марш памяти жертв пожара, в котором приняли участие 8000 человек; впоследствии толпа направилась к месту трагедии, где ещё 2000 человек пришли отдать дань уважения погибшим.
Вслед за заявлением примара Сектора 4 Бухареста Кристиана Пьедоне о том, что разрешение на функционировании ночного клуба было получено легально, в социальных сетях появились призывы к выходу на акцию протеста в связи с недоверием к действующим властям.

### 3 ноября
Вечером 3 ноября около 15 000 манифестантов направились к бухарестскому Дворцу Победы, являющемуся штаб-квартирой румынского правительства, однако усиленные кордоны полиции не позволили демонстрантам приблизиться к зданию. Под лозунги «Позор!» и «Убийцы!» протестующие прошли к зданию Министерства внутренних дел, где преклонили колени и почтили погибших минутой молчания. К 22:00 по местному времени свыше 30 000 человек собрались на Площади Конституции Бухареста; протестующие также вышли на улицы других городов страны. Президент Румынии Клаус Йоханнис на своей странице в соцсети поприветствовал уличные демонстрации, отметив, что такие события политическая элита проигнорировать не сможет.
Протестующие также раскритиковали Румынскую Православную церковь и её лидера патриарха Даниила за отсутствие с их стороны какой-либо реакции на последствия пожара в клубе. Тысячи демонстрантов прошли маршем по площади в центре Бухареста, где расположена резиденция Церкви.

### 4 ноября
4 ноября Виктор Понта подал в отставку с поста премьер-министра, вместе с ним своих должностей лишились все члены кабинета министров. В своём заявлении он подчеркнул: «Надеюсь, то, что я складываю мандат с себя и своего правительства, удовлетворит требования протестующих». Вслед за Понтой свой мандат сложил и Кристиан Пьедоне, отметив при этом, что берёт на себя лишь моральную вину за трагедию, произошедшую в ночном клубе, а правовую оценку его действиям дадут правоохранительные органы.
Несмотря на отставки выше названных лиц, 4 ноября протесты продолжились: около 70 000 человек вышли на улицы городов страны, из них половина — жители Бухареста. Демонстранты требовали досрочных парламентских выборов и полной смены политического класса. Протесты в знак солидарности с румынами прошли также в Лондоне и Париже.

### Последующие дни
5 ноября на протестные акции вышли 12 тыс. человек в Бухаресте и 10 тыс. — в других крупных городах. Впервые президент страны пригласил представителей демонстраций на консультации, чтобы выслушать их требования. Из 5520 предложений, одобренных Администраций президента, были выбраны 20 человек для участия во встрече с Клаусом Йоханнисом.
7 ноября Кристиан Пьедоне был задержан Национальным антикоррупционным управлением по подозрению в злоупотреблении служебными полномочиями в целях получения выгоды.
8 ноября, на седьмой день протестов, Клаус Йоханнис отправился на Университетскую площадь, где поговорил с некоторыми протестующими и выслушал их требования. Несмотря на то, что многие демонстранты выражали радость по поводу присутствия президента на площади, некоторые освистывали его, скандируя «Позор!», «В отставку!», «Воры!» и «Вы нам не нужны!».